# Antonio Correr
Antonio Correr (ur. 14 stycznia 1369 – zm. 19 stycznia 1445) – włoski kardynał.
Krewny papieża Grzegorza XII. Biskup Modon (1405-07) i Bolonii (1407-12). 9 maja 1408 wuj mianował go kardynałem prezbiterem San Pietro in Vincoli, a kilka miesięcy później promował go do rangi kardynała biskupa Porto e Santa Rufina. Był też kamerlingiem Grzegorza XII. Uczestniczył w Soborze w Konstancji jako kardynał obediencji rzymskiej. Archiprezbiter bazyliki św. Piotra na Watykanie od 1420 do 1429 roku. Legat w Perugii w 1425. Uczestniczył w konklawe 1431. Krótko po nim, 14 marca 1431, nowy papież Eugeniusz IV przeniósł go do diecezji podmiejskiej Ostia e Velletri. Pośredniczył w negocjacjach pokojowych między Florencją a Sieną w 1431. Popierał Eugeniusza IV w jego sporze z soborem bazylejskim. Administrator diecezji Cittanova 1420-1421, diecezji Rimini od października do listopada 1435 oraz diecezji Cerviaod listopada 1435 do śmierci. Zmarł w Padwie w klasztorze należącym do kongregacji kanoników regularnych S. Giorgio in Alga, której był współtwórcą.